# Шесть степеней отчуждения
«Шесть степеней отчуждения» — кинофильм. Экранизация одноимённой пьесы Джона Гуэйра.

## Сюжет
Семейная пара, Уиза и Флэн Киттридж, занимаются продажей предметов искусства в Нью-Йорке и ведут насыщенную светскую жизнь. Однажды во время вечеринки появляется молодой человек по имени Пол. Он представляется им как сын актёра Сидни Пуатье и как друг детей Киттриджей, и объясняет, что подвергся нападению грабителей. Манеры и личность Пола производят неизгладимое впечатление на Уизу и Флэна, и они приглашают его погостить в их доме. Однако вскоре оказывается, что Пол — коварный интриган, ведущий опасную игру.

## В ролях
- Дональд Сазерленд — Джон Фландерс «Флэн» Киттридж
- Стокард Чэннинг — Луиза «Уиза» Киттридж
- Уилл Смит — Пол
- Иэн Маккеллен — Джеффри Миллер
- Брюс Дэвисон — Ларкин
- Энтони Майкл Холл — Трент Конуэй
- Хизер Грэм — Элизабет
- Мэри Бет Хёрт — Китти

## Награды и номинации
Полный перечень наград и номинаций — на сайте IMDb.
| Премия         | Категория                | Имя             | Результат |
| -------------- | ------------------------ | --------------- | --------- |
| Оскар          | Лучшая актриса           | Стокард Чэннинг | Номинация |
| Золотой глобус | Лучшая актриса в комедии | Стокард Чэннинг | Номинация |